# Дженкинс, Тамара
Та́мара Дже́нкинс (англ. Tamara Jenkins; род. 2 мая 1962) — американская сценаристка и режиссёр. Наиболее известна по своим фильмам «Трущобы Беверли-Хиллз» (1998), «Дикари» (2007) и «Частная жизнь» (2018).

## Ранние годы
Дженкинс родилась в Филадельфии, штат Пенсильвания, в семье Лиллиан и Мануэля Дженкинсов. Её мать была италоамериканкой, а отец евреем. После развода родителей опеку над Дженкинс и её тремя братьями взял отец — автодилер и бывший владелец ночного клуба, перевезя семью в Беверли-Хиллз, где опека над Дженкинс вскоре перешла её старшему брату.
Дженкинс окончила университет штата Массачусетс, где получила степень бакалавра в английской литературе, а также Школу искусств Тиша при Нью-Йоркском университете, где получила степень магистра в кинопроизводстве. В 1995 году она была удостоена стипендии Гуггенхайма.

## Карьера
Дебютной работой Дженкинс стал короткометражный фильм «Беглая любовь» 1992 года, снятый ею во время обучения в университете и представленный в качестве дипломной работы. Он был показан на кинофестивале «Сандэнс», а также выиграл главную награду в секции короткометражного кино на Международном кинофестивале в Чикаго. Её следующий короткометражный фильм, «Родня», выпущенный в 1993 году при поддержке Независимой телевизионной службы, также был показан на кинофестивале «Сандэнс», где выиграл главный приз жюри.
В 1998 году Дженкинс выпустила свой дебютный полнометражный фильм — комедийную драму «Трущобы Беверли-Хиллз» с Наташей Лионн в главной роли. Дженкинс сняла фильм на основе собственных воспоминаний взросления в Беверли-Хиллз. Он был тепло встречен критиками и принёс Дженкинс две номинации на премию «Независимый дух». После работы над фильмом Дженкинс взяла перерыв, во время которого работала над сценарием о жизни фотографа Дианы Арбус, который в конечном итоге не был реализован.
В 2002 году Дженкинс вышла замуж, однако вместо медового месяца она отправилась в Ядду — художественную колонию в Саратога-Спрингс, штат Нью-Йорк, где начала работу над новым сценарием. Вышедшая в 2007 году комедийная драма «Дикари» с Лорой Линни и Филипом Сеймуром Хоффманом в ролях сестры и брата, вынужденных ухаживать за отцом с деменцией, была вдохновлена воспоминаниями Дженкинс о собственных бабушке и отце. Фильм был высоко оценён критиками и принёс ей номинацию на премию «Оскар» за лучший оригинальный сценарий, а также ряд наград, в том числе «Независимый дух» и премию Национального общества кинокритиков США.
Дженкинс вернулась на большие экраны лишь одиннадцать лет спустя, в 2018 году, выпустив комедийную драму «Частная жизнь». История о двух писателях в исполнении Кэтрин Хан и Пола Джаматти, имеющих проблемы с зачатием, была основана на многолетних попытках Дженкинс и её мужа завести ребёнка. Фильм был положительно встречен критиками и принёс Дженкинс номинации на премии «Независимый дух» и «Готэм». В том же году на экраны вышла романтическая комедия «Голая Джульетта», экранизация одноимённого романа Ника Хорнби, над черновым вариантом сценария которого Дженкинс работала годами ранее вместе со своим мужем, сценаристом Джимом Тейлором.

## Личная жизнь
С 2002 года Дженкинс замужем за сценаристом Джимом Тейлором. У них есть дочь.

## Фильмография
| Год  |     | Русское название                           | Оригинальное название                | Роль                            |
| ---- | --- | ------------------------------------------ | ------------------------------------ | ------------------------------- |
| 1992 | кор | Беглая любовь                              | Fugitive Love                        | режиссёр                        |
| 1993 | кор | Родня                                      | Family Remains                       | режиссёр, сценаристка           |
| 1996 | ф   | Дешёвый рейс                               | Cheap Flight                         |                                 |
| 1998 | ф   | Трущобы Беверли-Хиллз                      | Slums of Beverly Hills               | режиссёр, сценаристка           |
| 2000 | ф   | Счастливые случаи                          | Happy Accidents                      | Робин                           |
| 2002 | ф   | Любовь во времена, когда деньги решают все | Love in the Time of Money            | владелица галереи               |
| 2004 | кор | Решения: плохие, хорошие, ужасные          | Choices: The Good, the Bad, the Ugly | режиссёр                        |
| 2006 | с   | Убеждение                                  | Conviction                           | женщина на вечеринке            |
| 2007 | ф   | Дикари                                     | The Savages                          | режиссёр, сценаристка           |
| 2010 | ф   | Три семьи                                  | 3 Backyards                          | продюсер                        |
| 2018 | ф   | Частная жизнь                              | Private Life                         | режиссёр, сценаристка, продюсер |
| 2018 | ф   | Голая Джульетта                            | Juliet, Naked                        | сценаристка                     |